# Gobéri Goubey
Gobéri Goubey (auch Gobéri, Gobéri Goubeye, Gobéry Goubey, Goubéri Goubey) ist ein Dorf in der Landgemeinde Fabidji in Niger.

## Geographie

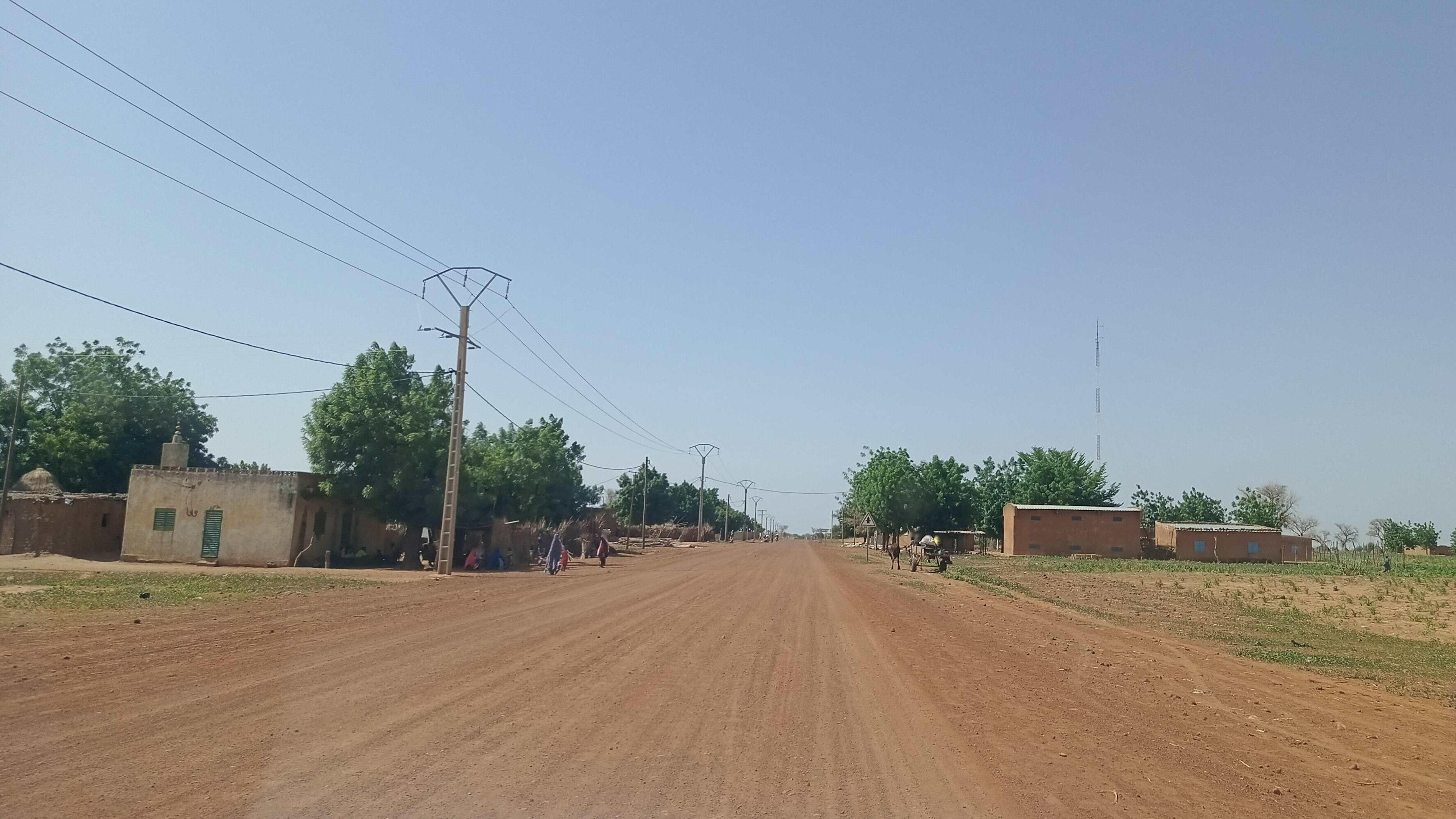
Ortsmitte von Gobéri Goubey (2023)

Das von einem traditionellen Ortsvorsteher (chef traditionnel) geleitete Dorf liegt am Rand des Trockentals Dallol Bosso. Es befindet sich rund fünf Kilometer nördlich des Hauptorts Fabidji der gleichnamigen Landgemeinde, die zum Departement Boboye in der Region Dosso gehört. Zu weiteren Siedlungen in der Umgebung von Gobéri Goubey zählen Margou Ganda im Norden, Karra und Kourfaré im Nordosten, Haoulawal Zarma im Osten, Fandou Bali Bali im Südosten sowie Tondo im Westen.
Es herrscht das Klima der Sudanzone vor, mit einer durchschnittlichen jährlichen Niederschlagsmenge zwischen 600 und 700 mm.

## Geschichte
Seine große Westafrika-Reise führte den französischen Offizier Parfait-Louis Monteil Ende August 1891 auch durch Gobéri Goubey. Im Jahr 1969 kam es im Dorf zu einem gewaltsamen Landnutzungskonflikt zwischen Fulbe-Viehzüchtern und Zarma-Ackerbauern. Dabei starben fünf Menschen und mehrere weitere wurden verletzt. Ein solarenergiebetriebenes Wasserversorgungssystem auf Basis von Grundwasser wurde 1992 in Gobéri Goubey installiert. Bei Überschwemmungen im Jahr 2013 stürzten 14 Häuser im Ort ein.

## Bevölkerung
Bei der Volkszählung 2012 hatte Gobéri Goubey 1040 Einwohner, die in 141 Haushalten lebten. Bei der Volkszählung 2001 betrug die Einwohnerzahl 1616 in 212 Haushalten und bei der Volkszählung 1988 belief sich die Einwohnerzahl auf 1340 in 165 Haushalten.

## Wirtschaft und Infrastruktur

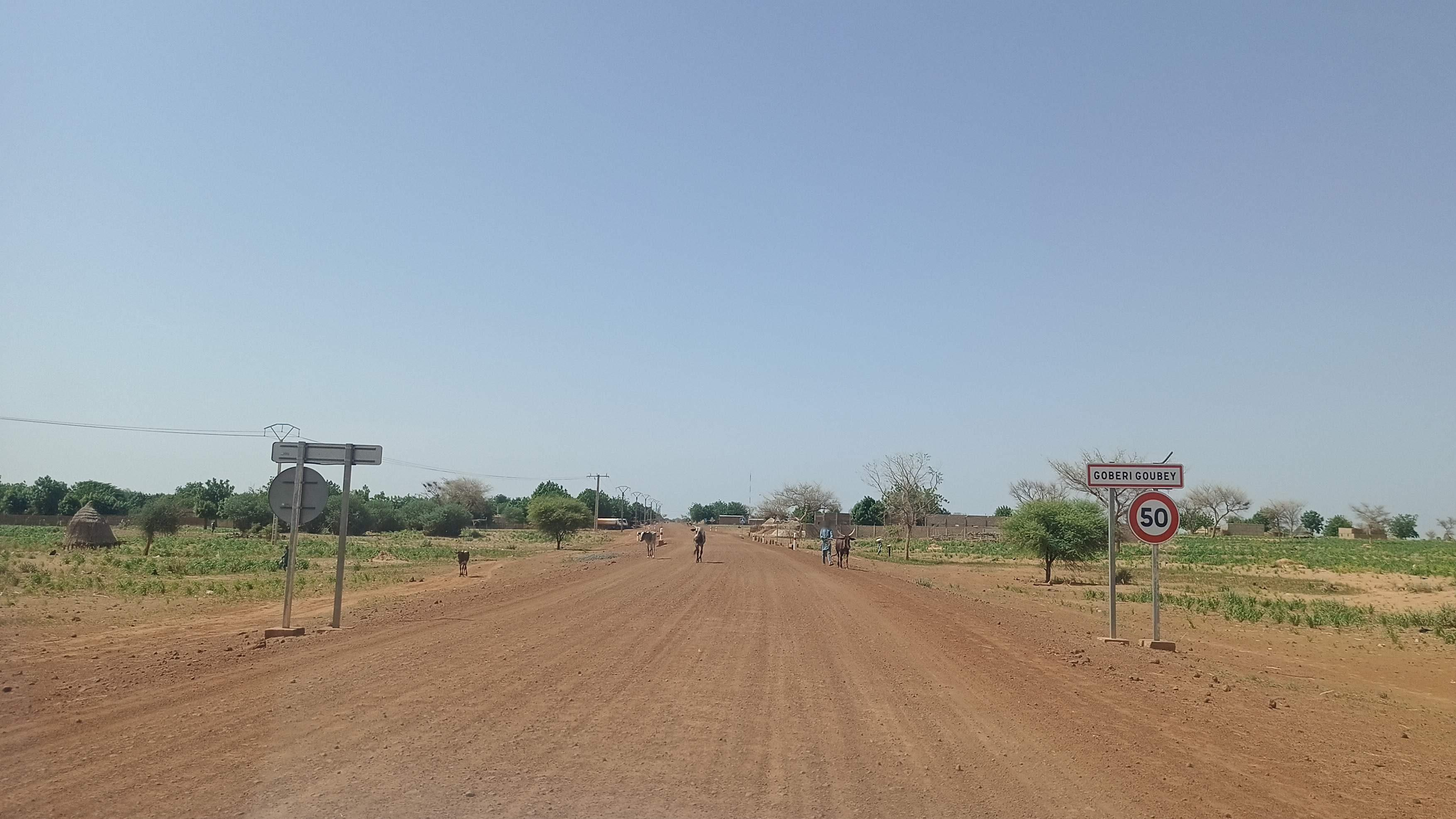
Ortstafel von Gobéri Goubey an der Nationalstraße 35 (2023)

Es gibt eine Schule im Dorf. Durch Gobéri Goubey führt die 268,9 Kilometer lange Nationalstraße 35 zwischen Gaya und Winditane. Es handelt sich in diesem Abschnitt um eine moderne Erdstraße. In Gobéri Goubey zweigt die 6,26 Kilometer lange und zum Nachbardorf Fandou Bali Bali führende Route 366, eine einfache Landstraße, von der Nationalstraße 35 ab.